# Помирана
«Помирана» — антиутопічний роман, написаний українським письменником Тарасом Антиповичом та вперше опублікований в Україні 2016 року у видавництві «А-ба-ба-га-ла-ма-га».
Роман розповідає про суспільство напівлюдей, напівмашин, які ведуть нікчемне існування на території, яку не бажають покинути, керовані оманливими міфами та хибними цінностями.

## Сюжет
У занепалому місті, «Кориті», відгородженому від решти світу, живуть біомеханічні істоти, напівлюди, напівмашини «коритяни». Головний герой, Нельсон, має залізну щелепу та може харчуватися такими матеріалами, як тирсоплита. Його вчитель Сава мріє, що колись під землею дозріє «чорнуха» — суміш перегнилих відходів, яка принесе країні процвітання і всіх нагодує. Хворий Сава помирає і його труп скидають у колодязь, щоб він став частиною «чорнухи». Брат Нельсона, Гектор, не вірить у краще майбутнє, тоді як подруга Божена поділяє стриманий оптимізм Нельсона та шукає разом із ним на сміттєзвалищах корисні речі. Через раптовий напад чудовиська «кротодила» Божена втрачає ногу, Нельсон доставляє подругу до лікаря Фрезе. Той ставить замість ноги незграбний протез.
Нельсон дізнається, де під землею прокладена стара теплотраса, та залучає брата й Божену до її розкопок. Він вірить, що коли теплотрасу відновити, це допоможе «чорнусі» дозріти. В розмовах з іншими персонажами розкривається, що країна понад 20 років тому виграла війну за автономію і відтоді відгороджена колючим дротом, «Колючкою». Коритяни живуть у постійному страху, що люди з-за «Колючки» нападуть на них і перетворять на рабів.
Несподівана пожежа знищує житло Гектора, він занурюється у депресію. Нельсон попри всі негаразди продовжує розкопувати теплотрасу, роздумує як нагріти її. Разом зі Скиртою, Геною, Капроном і Момотом влаштовує полювання на кротодила, щоб він затягнув нагрівальний елемент углиб теплотраси. Фрезе допомагає спрямувати кротодила в потрібному напрямку. Задум вдається, але «чорнуха» виявляється огидною на смак. Спробувавши її, помирає Дана. Розлючені коритяни б'ють Нельсона. Він наважується тікати за «Колючку», покинувши вагітну Божену.
Нельсон отримує медичну допомогу за «Колючкою», але вирішує повернутися, щоб розповісти про справжнє життя за межею. Проте, йому не вірять і вбивають. Фрезе вішається, а Божена народжує сина. За порадою подруги Майї вона тікає за «Колючку». Її переслідує Кабигроб, але Божена обливає його спиртом і підпалює. Тікаючи, вона бачить як «Корито» поглинає пожежа.

## Історія створення
Назва твору є неологізмом і означає, за словами автора, «країну смертельних чудес», а одним із можливих тлумачень назви є походження від слова «помирати». На написання книги Антиповича підштовхнуло зростання у світі «духу варварства», а дійсність, описана у книзі, подібна з дійсністю у невизнаних республіках на Донбасі, у Північній Кореї чи сучасній Росії, хоча у романі певний час і географічне положення не вказуються.
У романі активно використовуються завуальовані лайливі слова, їх написано навпаки.

## Відгуки
Олег Шинкаренко на сайті видання «ЛітАкцент» написав, що «Помирана» — це вкрай песимістичне зображення людського суспільства, яке нічому не вчиться, нікуди не прямує і повністю зосереджене на самознищенні. На жаль, це зображення не є лише однією з дистопічних моделей, а змальоване з довколишньої реальності, де гротеску вже навіть більше, ніж у літературі".
Тетяна Івасечко з Бі-Бі-Сі описала роман як «сатирично-фатальний опис майбутнього», в якому, проте, є інший, сучасний світ. Віталій Жежера вказав, що паралелі Корита з самопроголошеними республіками Донбасу дуже явні та розкриваються в описах уявлень персонажів, хоча жодного топоніма не згадується. Гуманізм у коритян присутній, але безсилий, а самі коритяни є останнім поколінням на своїй території. Їхнє суспільство зайшло в тупик.
Сам Тарас Антипович зазначав, що його роман про будь-які два суміжних суспільства, що перебувають на різних рівнях розвитку.

## Видання
- 2016 рік — «А-ба-ба-га-ла-ма-га» (укр.)